# King’s Bounty: Legions
King’s Bounty: Legions — условно-бесплатная (Free-to-play) многопользовательская пошаговая стратегия для социальных сетей и мобильных платформ, разработанная по лицензии 1С-СофтКлаб студией KranX Productions и изданная компанией Nival в 2011 году. Основана на игре King’s Bounty. Легенда о рыцаре, которая в свою очередь основывается на первой King’s Bounty 1990 года.
Игра является кроссплатформенной, имеет единый сервер и доступна как в браузерах через соцсети (до 2017 года) Facebook, Одноклассники, ВКонтакте и Мой мир, так и через мобильные устройства под управлением Android и iOS, а также в Steam. В «Legions», впервые в серии King’s Bounty, реализована возможность онлайн сражений в PvP-боях.

## Разработка
| Системные требования | Системные требования | Системные требования |
| -------------------- | -------------------- | -------------------- |
|                      | Минимальные          | Рекомендуемые        |
| Microsoft Windows    |                      |                      |
| ОС                   | Windows XP           | Windows 7            |
| ЦПУ                  | 1.0 ГГц              | 2.0 ГГц              |
| Объём ОЗУ            | 2 ГБ                 | 4 ГБ                 |
| Место на диске       | 1 ГБ                 | 1 ГБ                 |
| Видеокарта           | 1 ГБ                 | 1 ГБ                 |
| Сеть                 | широкополосная       | широкополосная       |

Впервые о задуманной игре заговорили на «КРИ 2010» в рамках проекта «King’s Bounty Online». После этого проект перешел в создание ММО игры «King’s Bounty: Legions», разрабаботкой которой занялся Джон Ван Кэнегем, основатель New World Computing и создатель King’s Bounty в 1990 году, с которой у «Legions» общие корни. В связи с пересыщением рынка клиентских онлайновых игр, было решено делать игру для соцсетей. Множество графических ассетов взяли с офлайновой версии, однако сам Katauri не принимал участие в разработке, но консультировал по графической стилистике и всячески поддерживал. Игра была написана на движке Unity 3D, позволившем сделать её трехмерной и улучшить качество графики в браузерах.

### 2011
- 10 мая компании Nival и KranX Productions объявили об анонсе игры[21].
- 6 августа началось закрытое бета-тестирование. Доступен только английский язык[7];
- 9 августа началось открытое бета-тестирование на Facebook. Доступно три фракции: Королевство, Хаос и Звери[22][23][24].
- 24 ноября вышла русская версия игры. Добавлены: PvP рейтинг и возможность получать существ из армии противника в случае победы; Подземелья — более сложные PvE сражения, рассчитанные на выполнение с помощью друзей; Новая раса «Древних»; Возможность игрока делиться с друзьями существами и ресурасми, а максимальный уровень увеличен с 30[19] до 40[25][26].
- 27 декабря игра вышла в социальной сети Одноклассники[3].

### 2012
- 6 марта запущен официальный сайт игры;
- 11 апреля «Legions» выходит на игровом портале Kongregate, где по итогам мая, стала самым популярным проектом месяца[27]. Появилась возможность создавать экипировку (мечи, шлемы, щиты и броню) из добытых в боях ресурсах[10];
- 23 июля игра стала доступна в социальных сетях ВКонтакте и Мой Мир[27];
- 21 августа вышла версия для планшетов Apple iPad[28].

### 2013
- 7 января появилась версия для Android[29];
- 10 декабря игра вышла в Steam[17].

### 2017
- В сентябре была прекращена поддержка во всех соцсетях (ВКонтакте, Facebook, Kongregate, Мой Мир и Одноклассники), а аккаунты игроков, в случае их обращения, были перенесены на действующие платформы: iOS, Android и Steam[11].

### 2022
- 14 июня Nival объявил о закрытии игрового сервера 8 июля[30].

## Игровой процесс
Путешествуя по локациям на карте, игрок выполняет квесты, собирая войска для своей армии и участвуя в пошаговых боях на разделённом шестиугольном поле. Все существа делятся на 5 классов: защитники, стрелки, маги, знахари и воины. В игре предусмотрены как PvP-битвы с настоящими игроками, являющиеся приоритетным направлением, так и PvE-битвы с искусственным интеллектом, в рамках одиночной сюжетной кампании. Во время сражений отряды ходят по очереди и атакуют, читают заклинания и наносят специальные удары, пока одна из сторон не будет побеждена. Проходя квесты и выигрывая сражения, повышается уровень и лидерство игрока, что позволяет нанимать больше войск в магазинах поселений, как за внутриигровую валюту, так и за реальные деньги. Находясь вне игры, можно отправлять свой отряд в «патруль», который сражается в битвах, находит предметы и получает золото.

## Популярность
Первой победительницей PvP-турнира стала 59-летняя Татьяна Зиновьева из Курска, играющая в Одноклассниках.

## Отзывы
| Русскоязычные издания | Русскоязычные издания       |
| Издание               | Оценка                      |
| --------------------- | --------------------------- |
| «Игромания»           | 7,5 из 10 (предварительный) |

В Игромании отметили поддержку Full HD разрешения, благодаря которой графика «Legions» в браузере выглядит не хуже оригинальной серии «King’s Bounty».
В своем обзоре, Gamezebo дал игре 5 баллов из 5, при этом говоря о плюсах, было отмечено что стратегия пошаговых боев является сложной и увлекательной, с широким выбором доступных юнитов и врагов, а также отличную анимацию. В минусах же, было указано на дороговизну микроплатежей и сложность в поиске противников для PvP-боев.

### Награды
- Победа КРИ Awards 2011 в номинации «Лучшая игра для социальных сетей»[32];
- Computer Times: выбор редакции в категории игры для Facebook[33];
- По итогам голосования «Perpetuum MOB 2013» в версии PRO (33 эксперта), «Legions» занял 1 место в номинации «Лучшая мобильная ONLINE игра», набрав 29,8 % голосов. В версии USER (4948 пользователей), набрав 22 %, игра заняла 2 место, уступив «Real Racing 3» (24 % голосов)[34].